# Zwickau
Zwickau (pronunciación en alemán: /ˈt͡svɪkaʊ̯/ⓘ) es una ciudad alemana, en el estado federado de Sajonia, situada en un valle al pie de los montes Metálicos, en la orilla izquierda del Mulde. Se encuentra a 130 km al sudoeste de Dresde, al sur de Leipzig y al sudoeste de Chemnitz. Su población es de poco más de 100 000 habitantes, y es accesible por las autopistas A72 y A4, además de por ferrocarril.

## Historia
La ciudad fue destruida por los bombardeos de los aliados durante la Segunda Guerra Mundial.

## Economía

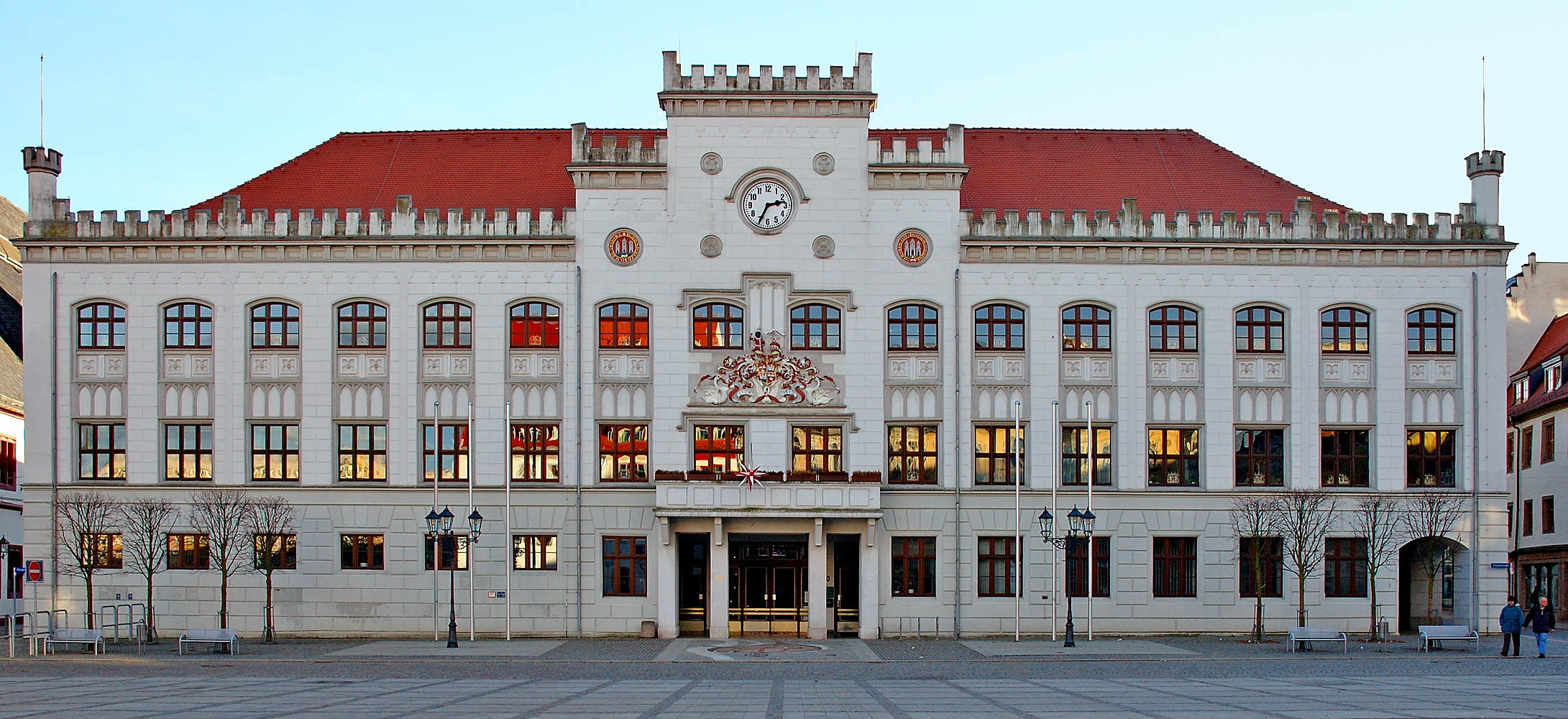
Ayuntamiento de Zwickau.

Volkswagen fabrica en Zwickau sus modelos «Polo», «Golf», «Passat» e «ID.3». Daimler también ha construido una fábrica en las afueras. 
La tradición de la industria automotriz en la región se remonta a antes de la Segunda Guerra Mundial.
Aquí se creó la marca Audi en 1909.

## Transportes
- Aeropuerto de Leipzig-Altenburgo